# Допінг
До́пінг (англ. doping, від сленґового англ. dope «давати наркотики») — речовини, зокрема фармакологічні, що при введенні в організм сприяють активізації його роботи і росту, стимуляції фізичної і нервової діяльності тощо.
Допінги — психоактивні, ендокринні та ін. речовини чи методи, що здатні штучно підвищувати працездатність і нівелювати відчуття втоми, у зв'язку з чим були внесені до переліку заборонених для використання спортсменами.

## Застосування допінгу
Допінг застосовують у медицині, спецпідрозділах, спорті тощо.
Найвідомішим і найскандальнішим є вживання допінгу в спорті, адже як у професійному, так і аматорському спорті воно суворо заборонене.
Як у медицині (морфін), так і в спорті як допінг історично застосовували і застосовують наркотичні речовини.
З сер. 1960-х років (час проведення перших тестів на допінг) спортивні чиновники намагаються контролювати застосування допінгу спортсменами — тим не менше кількість допінгових викриттів і скандалів лишається значною, а в суспільстві вкорінене тверде переконання, що без вживання допінгу спорт високих досягнень (рекордів) неможливий.
Нерідко допінгові скандали інспіруються штучно — у медичних препаратах, інформація від виробника про які не містила жодних згадок про заборонені речовини, в результаті випробовувань, їх знаходять (або до утворення забронених речовин в організмі спортсмена призводить вживання і наступні реакції засобів, які первісно не містили таких у своєму складі), і тоді жертвами допінгових розслідувань стають спортсмени, які вживали їх за вказівкою медиків національних збірних, часто як засіб від особистих захворювань (аж до звичайного нежитю). З іншого боку, за визнаннями самих же чиновників від спорту, абсолютну більшість допінгових засобів складають саме невідомі медичні препарати.

## Класифікація засобів допінгу в спорті
Допінгові засоби можна розділити на декілька великих груп.

### Заборонені класи фармакологічних препаратів
- Стимулятори — засоби, які діють на мозок, тимчасово стимулюючи як фізичну, так і психічну діяльність організма, сприяють концентрації на час, знижують відчуття втомлюваності (амфіфеназол, амінептін, амфетамін, ефедрин, кокаїн, фепкамфамін, мезокарб, піпрадол, тербуталін та ін.); мають численні побічні ефекти (звикання, аритмія, тремори, психічні розлади тощо); легко виявляються у випадку проведення обстеження відразу після прийняття.

- Наркотичні анальгетики — різновид сильнодіючих знеболюючих засобів (морфін, метадон, петидин, героїн, декстраморамід, декстрапропоксіфен, пентазоцин тощо); мають численні побічні ефекти (звикання, втрата рівноваги і концентрації, захворювання шлунково-кишкового тракту); виявляються в організмі протягом трьох місяців після вживання.

- Анаболічні стероїди — природні або штучні препарати, дія яких аналогічна до чоловічого гормону тестостерону, тобто викликають агресію, посилюють відчуття змагальності і жаги до перемоги (Нандролон, тетрагідрогестринон, станозолол, андростенедіон, дегідроепіондростерон клостебол, метандієнон, флюоксіместерон, метенолон, оксандролон; та агоністи бета-адренорецепторів: кленбутерол, сальбутамол, тербуталін, сальметерол, фенотерол); побічні ефекти, як фізіологічні (ураження внутрішніх органів, напр. нирок, психічні (підвищена агресивність), так і комбіновані (імпотенція); у жінок також розвиток чоловічих рис, так звана маскулінізація; стероїди залишаються в організмі протягом 6 місяців (в залежності від застосовуваного препарату) і легко виявляються в сечі.

- Діуретики — препарати, які виводять із організму рідину (ацетазоламід, буметанід, хлорталідон, етакринова кислота, фуросемід, гідрохлортіазид, манітол, спіронолактон, тріамтерен та схожі речовини); вживаються для швидкої втрати ваги або для виведення з організму інших допінгових засобів; до побічних ефектів слід занести можливе обезводнення організму і ураження нирок; виявляються легко за результатами тесту.

- Пептидні гормони та їхні аналоги — речовини, що продукує сам організм для контролю певних функцій, зокрема збільшення росту, збільшення кількості кров'яних тілець, зменшення відчуття болю тощо та іхні штучні аналоги, які стимулюють нарощення м'язової маси, дозволяють швидко поновлюватись після тренувань і змагань (гормони росту, еритропоетин, кортикотрофін); вживання гормонів росту призводить часто до порушення нормального росту, еритропоіетин здатен викликати сгустіння крові, яке може спричинити серцево-судинні захворювання; виявлення в організмі штучно введених гормонів у ході звичайних аналізів є затрудненим.

### Заборонені методи
- Допінг крові — штучне введення в організм спортсмена (часто у видах спорту на витривалість, тобто у бігунів, плавців, велосипедистів тощо) крові, еритроцитів або плазми, щоб посилити здатність організму засвоювати кисень, в тому числі і у формі додаткових переливань крові; здатне викликати загустіння крові, порушення кровообігу, ураження нирок тощо; фактично неможливо виявити під час аналізів.

- Фармакологічні, хімічні і фізичні маніпуляції — різноманітні методи й засоби для спотворення аналізів сечі (катетеризація, затримка утворення сечі) і крові, які дозволяють приховати в їхніх результатах інші допінгові засоби (бромантан, епітестостерон). Побічні ефекти або незначні, або недостатньо вивчені. Виявляються в ході спеціальних аналізів (аналіз на епітестостерон), імовірність виявлення маніпуляцій, передусім фізичних, цілком залежить від пильності фахівців, які здійснюють допінг-контроль і тести на вживання допінгу.

## Цікаві факти
В романі «У серпні сорок четвертого» Володимира Богомолова зазначено, що в 1944 році військові контррозвідники як допінг використовували таблетки «кола» та фенамін.

## Виноски
1. ↑  Скрипніков А. М., Напреєнко О. К., Сонник Г. Т./ Наркологія. Навчальний посібник — Тернопіль ТДМУ, 2008. — 306с. Тираж 500 прим. ISBN 978-966-673-107-7
2. ↑  Швидше, вище і вже точно сильніше // стаття про допінг (історія) на сайті BBC (рос.)[недоступне посилання з липня 2019]